# راي دونكان
راي دونكان (بالإنجليزية: Ray Duncan)‏ هو مزارع الكروم أمريكي، ولد في 23 أكتوبر 1930 في إنديانا في الولايات المتحدة، وتوفي في 9 أكتوبر 2015 في دنفر في الولايات المتحدة.